# Web Woman
Web Woman est une série télévisée d'animation américaine en dix épisodes de 12 minutes produite par Filmation et diffusée du 9 septembre au 11 novembre 1978 sur le réseau CBS. Elle a été diffusée dans le cadre de l'émission Tarzan and the Super 7 d'une durée de 90 minutes comptant sept séries au total.
Cette série est inédite dans tous les pays francophones.

## Synopsis
Kelly Webster, une ancienne scientifique de la NASA devenue fermière sauve la vie d'une créature insecte extra-terrestre alors que cette dernière se noyait à la suite d'une tempête. En remerciement, la créature lui confie un anneau lui prodiguant des pouvoirs. L'alien s'avère être un agent de l'organisation SCARAB, le protecteur de la station spatiale Citadel 7. Lorsque Kelly est en danger ou doit venir en aide, elle se transforme en Web Woman, une super héroïne. Elle est accompagnée dans ses aventures par Spinner, un alien velu qui est aussi un mécanicien hors pair. Ils voyagent parfois dans l'espace à bord d'un vaisseau, le Web-Trac. Web Woman affronte une cohorte de vilains : Dr Abyss, Madame Macabre, Dr Jack Frankenstein, Rax, Dr Despair, Mr Perfect et Tsetse.

## Distribution

### Voix originales
- Linda Gary : Kelly Webster / Web Woman
- Lou Scheimer : Spinner

## Épisodes
1. The Rainmaker
2. The Eye of the Fly
3. The World Within
4. Madame Macabre's Calamity Circus
5. Red Snails at Sunset
6. Send in the Clones
7. The Sun Thief
8. Dr Despair and the Mood Machine
9. The Perfect Crime
10. The Lady in the Lamp